# Abrámtsevo

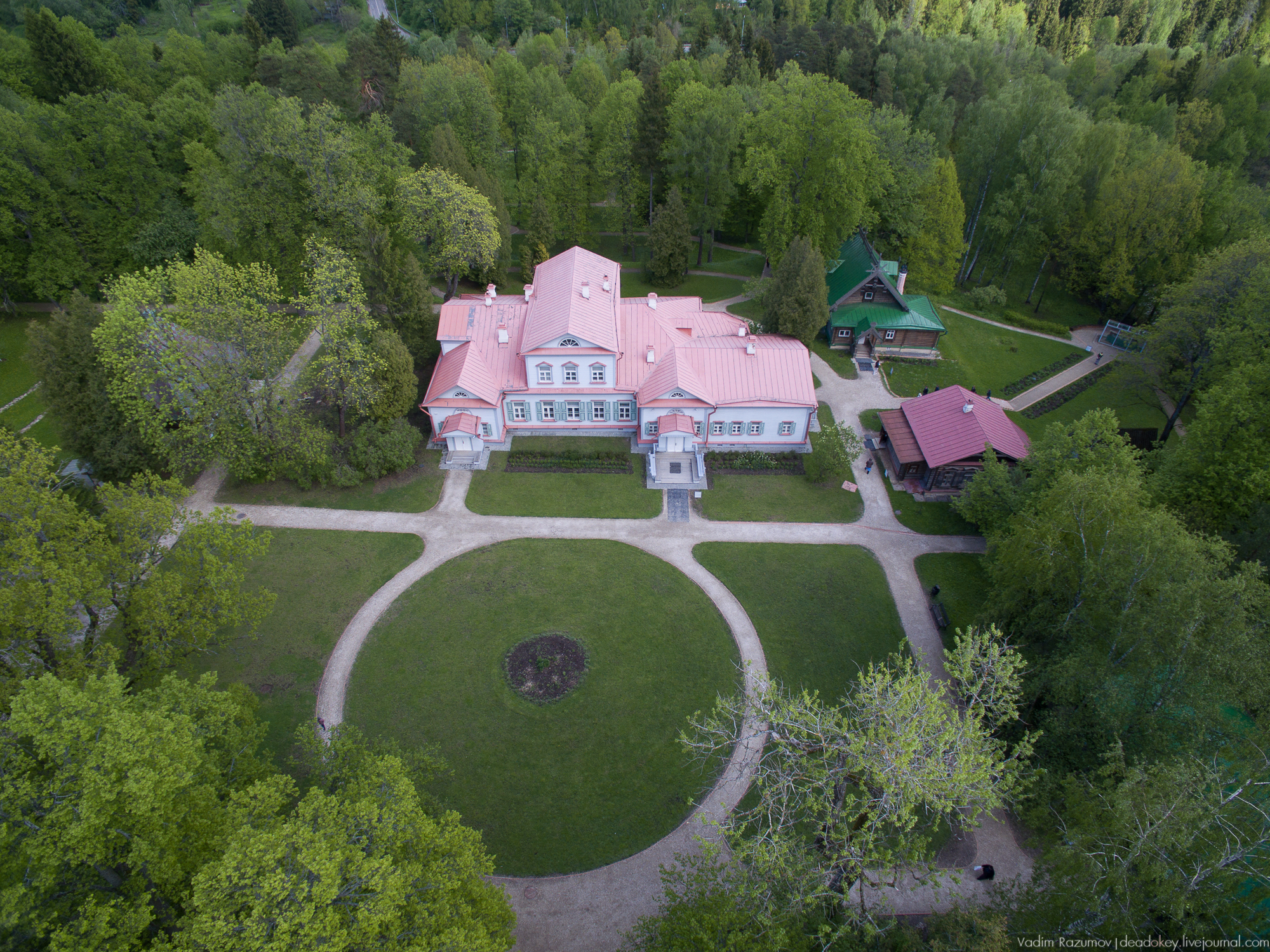
Abramtsevo

Abrámtsevo (en ruso: Абра́мцево) es un museo situado en raión de Sérguiev Posad, óblast de Moscú, Rusia. Está situada a 60 km al nordeste de Moscú, a orillas del Voria, afluente del Kliazma.  La finca fue fundada en el siglo XVI. 
Desde 1843 la finca propiedad del escritor, ensayista, crítico literario Serguéi Aksákov, fue visitada por escritores como Iván Turguénev, Mijaíl Zagoskin, Nikolái Gógol, el poeta Fiódor Tiútchev, actor Mijaíl Schepkin, historiadores Timoféi Granovski y Mijaíl Pogodin, otros contemporáneos famosos.

## Museo
Después de 1917, la finca fue nacionalizada y convertida en museo (fundado el 10 de octubre de 1919). La primera curadora del museo fue la hija de S.I. Mamontov, Alexandra Savvichna. En un área de 50 hectáreas que actualmente ocupa el museo-reserva, se encuentran monumentos arquitectónicos de los siglos XVIII-XIX y un parque. La colección del museo incluye más de 25 000 objetos. Las exposiciones están dedicadas a la vida y obra de los propietarios e invitados famosos de Abrámtsevo.
El 12 de agosto de 1977, por resolución del Consejo de Ministros de la RSFSR, la finca-museo Abramtsevo se transformó en el Museo-Reserva Estatal Histórico, Artístico y Literario "Abramtsevo" del Ministerio de Cultura de la RSFSR. En 1995, fue clasificado como objeto del patrimonio histórico y cultural de importancia federal (toda Rusia).